# Reganochromis calliurus
Genre
Espèce
Statut de conservation UICN

 LC  : Préoccupation mineure
Reganochromis calliurus est une espèce de poissons perciformes de la famille des cichlidés. C'est la seule espèce du genre Reganochromis. Elle est endémique du lac Tanganyika.

### GenreReganochromis
- (en) Catalogue of Life : Reganochromis (consulté le 11 décembre 2020)
- (en) FishBase : liste des espèces du genre Reganochromis (site miroir)
- (fr + en) ITIS : Reganochromis  Whitley, 1929
- (en) WoRMS : Reganochromis (+ liste espèces)
- (en) NCBI : Reganochromis (taxons inclus)
- (en) UICN : taxon  Reganochromis  (consulté le 7 janvier 2023)

### EspèceReganochromis calliurus
- (en) Catalogue of Life : Reganochromis calliurus (Boulenger, 1901) (consulté le 7 avril 2023)
- (en + fr) FishBase : espèce Reganochromis calliurus  (Boulenger, 1901) (+ traduction) (+ noms vernaculaires 1 & 2)
- (fr + en) ITIS : Reganochromis calliurus  (Boulenger, 1901)
- (en) NCBI : Reganochromis calliurus (taxons inclus)
- (en) UICN : espèce Reganochromis calliurus Boulenger, 1901 (consulté le 31 mai 2015)